# Phasmatodea
Phasmatodea (паличњаци, инсекти гранчице, инсекти листови, фазмиде) је ред правокрилних инсеката (Orthopterida) карактеристичних по својој мимикрији - опонашању листова и грана, али и лишајева или листова у стељи. Ред обухвата више од 3000 савремених врста, које насељавају тропске, суптропске и умерене области планете. Највећи диверзитет врста присутан је у тропским областима. Најдужи савремени инсект је из овог реда - Pharnacia kirbyi са Борнеа може да нарасте до 55,5 cm.

## Карактеристике реда
Морфолошка карактеристика свих припадника реда је присуство (и јединствено развиће) предњих дорзолатералних одбрамбених жлезда на протораксу. Мање уочљиве карактеристике су постојање оперкулума на јајету и присуство вомера (склерит на десетом стернуму абдомена) код мужјака, који омогућава задржавање женке током копулације. Секундарна бескрилост је честа. Адаптације које доводе до криптичног изгледа су:
- издуженост тела и ногу код врста које имитирају гране;
- спљоштеност и раст у ширину, код врста које имитирају листове;
- покрет лелујања, чиме имитирају ефекат ветра на биљне органе;
- каталепсија, тј. умртвљавање уколико спадну са биљке-домаћина.

## Опис
Фазмиди могу бити релативно велики, у распону од 1,5 cm (0,6 in) до преко 63 cm (25 in) у дужину. Женке из рода Phryganistria су најдужи инсекти на свету, укупне дужине до 64 cm (25 in) у случају неописане врсте, укључујући испружене ноге. Најтежа врста фазмида је вероватно Heteropteryx dilatata, чије женке могу да теже и до 65 g (2,3 oz).
Неки фазмиди имају цилиндричне облике попут штапића, док други имају спљоштене облике налик на листове. Многе врсте су без крила, или имају смањена крила. Грудни кош је дугачак код крилатих врста, пошто се у њему налазе мишићи за летење, а типично је много краћи код облика без крила. Тамо где је присутан, први пар крила је узак и рожнат (очврснуо), док су задња крила широка, са равним жилама по дужини и вишеструким попречним жилама. Тело је често додатно модификовано да личи на вегетацију, са гребенима који подсећају на лисне вене, туберкулама налик на кору и другим облицима камуфлаже. Неколико врста, као што је Carausius morosus, чак су у стању да промене своју пигментацију како би одговарале свом окружењу. Усни органи излазе из главе. Жвакаће мандибуле су уједначене међу врстама. Ноге су типично дуге и витке, а неке врсте су способне за аутотомију удова (одбацивање додатка). Фазмиди имају дугачке, витке антене, дуге или дуже од остатка тела код неких врста.
Сви фазмиди поседују сложене очи, али оцеле (органи осетљиви на светлост) налазе се само код неких крилатих мужјака. Фазмиди имају импресиван визуелни систем који им омогућава да перципирају значајне детаље чак и у мрачним условима, што одговара њиховом типичном ноћном начину живота. Они су рођени опремљени сићушним сложеним очима са ограниченим бројем фасета. Како фазамиди расту кроз узастопне лињања, број фасета у сваком оку се повећава заједно са бројем фоторецепторских ћелија. Осетљивост ока одрасле јединке је најмање десетоструко већа од осетљивости нимфе у њеној првој фази (развојној фази). Како око постаје сложеније, побољшани су и механизми прилагођавања променама тамно/светло: очи у мрачним условима показују мање пигмената за скрининг, који би блокирали светлост, него током дана, и промене у ширини слоја мрежњаче ради прилагођавања променама расположиве светлости знатно су израженије код одраслих. Већа величина очију одраслих инсеката чини их склонијим оштећењу зрачењем. Ово објашњава зашто су одрасле јединке углавном ноћне. Смањена осетљивост на светлост код новонасталих инсеката помаже им да побегну из легла листова у којима се излегу и померају се према горе у јаче осветљено лишће. Млади шташићасти инсекти се хране током дана и слободно се крећу около, проширујући свој распон исхране.
Штапшћасти инсекти имају две врсте јастучића на ногама: лепљиве „јастучиће за прсте“ и нелепљиве „јастучиће за пете“ мало даље од ногу. Јастучићи за пете су прекривени микроскопским длачицама које стварају снажно трење при ниском притиску, омогућавајући им да се прихвате без потребе да се енергично гуле са површине при сваком кораку. Лепљиви јастучићи за прсте се користе за додатно пријањање приликом пењања, али се не користе на равној површини.

## Дистрибуција
се може наћи широм света осим на Антарктику и Патагонији. Најбројнији су у тропима и суптропима. Највећи диверзитет се налази у југоисточној Азији и Јужној Америци, затим Аустралији, Централној Америци и јужним Сједињеним Државама. Са острва Борнео познато је преко 300 врста, што га чини најбогатијим местом на свету за Phasmatodea.

## Адаптације против предатора
врсте показују механизме одбране од предатора који спречавају да се напад деси (примарна одбрана), и одбрану која се примењује након што је напад покренут (секундарна одбрана).
Одбрамбени механизам који се најлакше може идентификовати код Phasmatodea је камуфлажа, у облику биљне мимикрије. Већина фазмида је позната по томе што ефикасно реплицирају облике штапића и листова, а тела неких врста (као што су Pseudodiacantha macklotti и Bactrododema centaurum) прекривена су маховинастим или лишајастим израслинама које допуњују њихову маску. Апсолутна непокретнос повећава њихову неприметност. Неке врсте имају способност да мењају боју како се њихова околина мења (Bostra scabrinota, Timema californica). У даљој адаптацији понашања како би се допунила крипса, бројне врсте изводе покрете љуљања при чему се тело њише с једне на другу страну; Сматра се да ово опонаша кретање лишћа или гранчица које се њишу на поветарцу. Други метод којим штапићасти инсекти избегавају предацију и подсећају на гранчице је улазак у каталептичко стање, где инсект заузима крут, непомичан положај који може да се одржава током дужег периода. Ноћне навике храњења одраслих такође помажу Phasmatodea да остане скривен од предатора.

## Филогенија и систематика
Род Timema, чија 21 врста насељава западне делове Северне Америке сматра се најпримитивнијим у реду и издвојен је у засебан подред (Timematodea). Фосилни остаци овог рода нису пронађени.
Остале врста фазмида сврстане су у групу Euphasmida, у оквиру које су пронађени фосили адулата налазе почев од еоценских, али и фосили јаја из средње Креде. У оквиру ове групе описана су два подреда - Agathemerodea и Verophasmatodea.

## External links
- The Phasmid Study Group
- Phasmatodea.com
- Phasmida Species File
- New Zealand Stick Insect Web Site
- ASPER: Lesser Antilles and French stick insects